# ザイナブ・ファシィキ
ザイナブ・ファシィキ（Zainab Fasiki、1994年7月21日 - ）は、モロッコのコミック「アーティスト」、機械エンジニア、女性の権利のための「活動家」、「ジェンダーデモクラシー活動家」である。フェズ出身。

## 若年期
1994年7月21日に6人兄弟の末子として生まれた。

## 経歴
ファシィキは、2018年に作成された「Hshouma」プロジェクトと呼ばれる描画集で知られており、ヌードの女性を描き、ダブルスタンダードや性的タブーを非難している。「Hshouma」はスペインのマドリッドで初めて展示された。彼女の作品は、モロッコにおける検閲、タブー、羞恥心と戦うことを目的としている。彼女はまた、20人の女性のワークショップへの参加を後援する企業、Women Powerの創設者でもある。2014年にカサブランカに移住し、現在暮らしている。
4歳の頃から絵を描き始めた。ファシィキのイラストの多くは、ハンマーム（公衆浴場）の中で描かれるヌードや、ワンダーウーマンといったキャラクターとして描かれた自画像である。ファシィキの最も象徴的なイメージのひとつは、カサブランカを見守っている自分のヌードで、全身緑色の人物像である。コミックでは、ファシィキの描く女性には目がないが、それはファシィキが「私の社会では女性は彫像のように見えていて、彼女たちを自由にしたい」と言っているからである。ファシィキは、モロッコの印刷業者自身の作品を印刷することを嫌がるため、モロッコでも彼女の絵でも「自由を感じたことがない」と主張している。ファシィキは、女性が服を着ておらず、強く、恐れていない姿を描くことを好んでいる。ファシィキはそのイメージを通して、モロッコで蔓延していると思われる女性の客観化や性的な表現に対抗することで、アートやメディアにおける女性の身体を正常化しようとしている。
2018年10月、ファシィキは国連難民高等弁務官事務所と提携し、女性器切除を受けた女性を含むサブサハラアフリカからの4人の難民の生活をアニメ化した。2018年11月、彼女の作品はラバトのル・キューブ・ギャラリーで展示された。
2019年10月、ファシィキはコミックブック『Hshouma』でTIME誌の次世代リーダーに選ばれた。この作品は恥の文化を取り上げ、「ガイドブック」としての役割を果たし、ジェンダーに基づく暴力、検閲、セクシュアリティについて論じている。

## 出版された作品
- Hshouma: Corps et Sexualité au Maroc (Massot Éditions 2019)[14]
- Feyrouz Versus the World (2018)
- Omor: Only between us (2017)[15]